# Sphiggurus mexicanus
El puercoespín enano peludo mexicano o puercoespín mexicano arborícola (Sphiggurus mexicanus), también conocido como coendú mexicano o puercoespín tropical  es una especie de roedor histricomorfo de la familia Erethizontiidae (puercoespines del Nuevo Mundo). Se encuentra en Costa Rica, El Salvador, Perú, Guatemala, Honduras, México, Panamá, Nicaragua y posiblemente en Belice. La plataforma Naturalista cuenta con varias observaciones para Centroamérica, incluyendo a este último país.

## Descripción

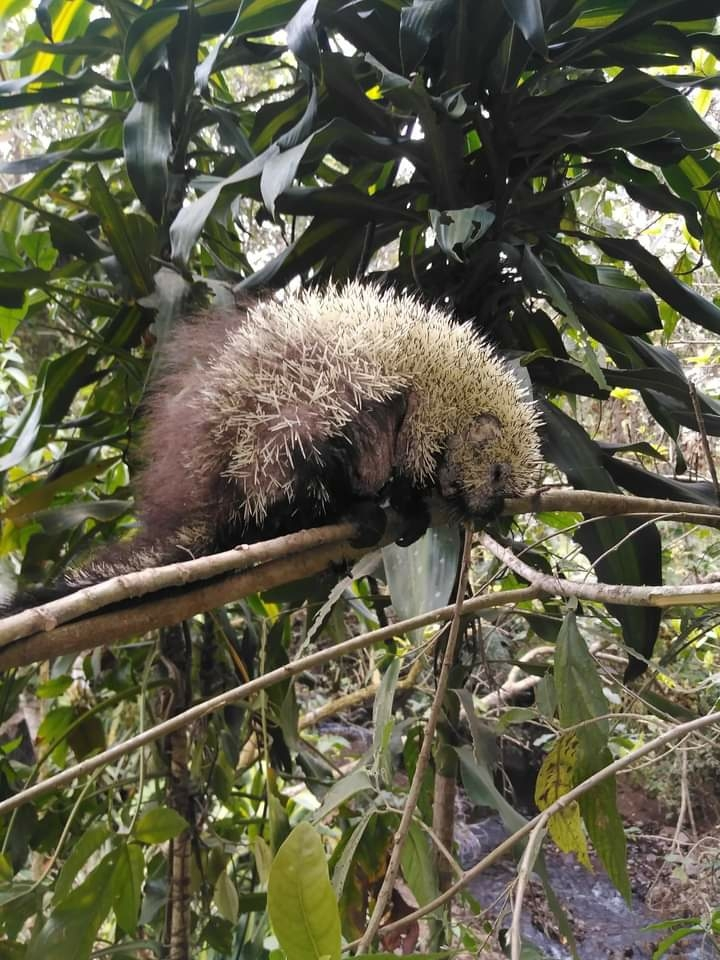
Un puercoespín tropical en un árbol.

El puercoespín tropical es de tamaño mediano, cabeza gruesa con orejas pequeñas y hocico corto y bulboso color rosa. Ojos rojos pequeños y brillantes. Cuerpo rechoncho con extremidades cortas y larga cola prensil. La coloración del cuerpo va de café a negro, contrastando con lo claro de la cabeza; su parte ventral es grisácea. Posee pelo largo y negro, permitiéndole ocultar sus espinas (a excepción de la cabeza donde carece de pelo). En México se distribuye en ambas planicies costeras (preferentemente en tierras bajas), desde Guerrero por el lado del Pacífico y San Luis Potosí por el lado del Golfo de México, descendiendo por la costa hasta juntarse en el Istmo de Tehuantepec, Oaxaca, Tabasco, Chiapas y la Península de Yucatán. 

## Hábitat
La plataforma Naturalista registra también algunas observaciones en Guanajuato. Continúa en Centroamérica hasta llegar al oeste de Panamá.
Vive en gran variedad de hábitats incluyendo ambientes secundarios en altitudes intermedias y altas; a bajas altitudes usualmente sólo se encuentra en bosque tropical subcaducifolio y tropical caducifolio. Habita climas cálidos húmedos y se distribuye desde el nivel del mar hasta los 3,200 m s. n. m. Prefiere ambientes con dosel cerrado. En México, la NOM-059-SEMARNAT-2010 lo considera como una especie Amenazada; la UICN 2019-1 como de Preocupación menor. Al momento no existen medidas o programas de conservación para la especie. Los principales riesgo que la amenazan son la destrucción de bosques tropicales y templados por incendios forestales y el cambio de uso de suelo por actividades agrícolas y pecuarias (ganadería extensiva). La especie es cazada ocasionalmente por los daños que causa a platanares y por ser fuente de alimento.